# Скичко, Александр Александрович
Александр Александрович Скичко (укр. Олександр Олександрович Скічко; род. 28 апреля 1991, Черкассы) — украинский телеведущий, пародист, артист разговорного жанра, актёр, продюсер, политический и государственный деятель, Народный депутат Украины IX созыва, председатель Черкасской областной государственной администрации с 29 января 2021 по 1 марта 2022 года.

## Биография
Родился 28 апреля 1991 года в Черкассах. В 2013 году окончил Киевский национальный экономический университет им. Вадима Гетьмана по специальности «международная экономика». Владеет русским, украинским и английским языками.
Карьеру на телевидении Александр начал на телеканале «О-TV» (2006—2007), был ведущим молодёжной программы «Teen-клуб». В 2009 году стал финалистом шоу «У Украины есть талант», после чего решил сделать профессиональную карьеру артиста.
В 2010 году дошёл до финала российского шоу «Минута славы». В 2011 году был ведущим утреннего шоу «Добрый МОНИНГ» на российском телеканале «Муз-ТВ». После этого стал ведущим ежедневного прямоэфирного утреннего шоу «Подъём» на украинском «Новом канале» (2012—2013).
В 2012 и 2013 годах был автором идеи, креативным продюсером и ведущим реалити-шоу «Мачо не плачут» (1 и 2 сезонов) на Новом канале.
С февраля 2015 года — ведущий программы «Співай як зірка» на телеканале «Украина» (соведущий — Дмитрий Шепелев).
С января 2015 года — ведущий программы «Зірковий шлях» на телеканале «Украина», а также ведущий утреннего шоу «Let’s go show» на радио NRJ.
20 апреля 2017 года ведущий церемонии Первой национальной кинопремии «Золотой волчок».
В мае 2017 года был одним из ведущих песенного конкурса Евровидение-2017 в Киеве.

### Общественная деятельность
5 октября 2017 года Александр Скичко принял участие в художественном проекте «Когда картины заговорят», озвучив виртуальный аудиогид для Национального Художественного музея Украины.
16 июля 2018 года Александр Скичко поддержал благотворительный проект Нelenmarlentshirt, средства от которого направлены на закупку саженцев для ботанического сада им. Фомина.
В ноябре 2018 года, Александр Скичко принял участие в благотворительном вечере фонда «Таблеточки», на котором удалось собрать более семи миллионов гривен на помощь детям с онкологическими заболеваниями.
14 марта 2019 года в Киеве, Александр Скичко провел первый благотворительный аукцион «Твори добро», посвящённый памяти известной комедийной актрисы Марины Поплавской. Во время этого мероприятия были собраны средства на приобретение жизненно важного хирургического оборудования для Национального Института Рака.
16 мая 2019 года, в Киеве Александр Скичко принял участие в благотворительном аукционе, на котором было собрано более 300 тыс. Грн. на медицинское оборудование для новорожденных детей Хмельницкой городской больницы.
С 2017 года Александр Скичко входит в состав Сборной журналистов Украины по футболу. В составе команды журналистов помогает детям-переселенцам с Востока Украины заниматься спортом.

### Политическая деятельность
В ходе внеочередных парламентских выборах в Верховную Раду Украины был избран нардепом по 197 округу (города Золотоноша, Канев, часть Сосновского района города Черкассы, Золотоношский район, часть Каневского и часть Черкасского районов) в Черкасской области от партии «Слуга народа» президента Украины Владимира Зеленского. Физическое лицо-предприниматель. Беспартийный.
Член Комитета Верховной Рады по вопросам транспорта и инфраструктуры, председатель подкомитета по вопросам железнодорожного транспорта. Заместитель члена Постоянной делегации в Парламентской ассамблее Совета Европы.
С 29 января 2021 по 1 марта 2022 года — председатель Черкасской ОГА. В декабре издание «Слово и Дело» назвало Скичка безответственным главой ОГА. По рейтингу издания, Скичко за год выполнил только 8 обещаний.

## Личная жизнь
В возрасте 20 лет Александр Скичко женился. Спустя 2 года брак распался.
С 2017 года женат на Елизавете Юрушевой, дочери известного украинского предпринимателя Леонида Юрушева.
- Воспитывает с женой троих детей — Даниэля (2007), сына жены от первого брака и общих дочерей Наталью (2015) и Анну (2022)[19].